# Deltaspidium asper
Deltaspidium asper is een hooiwagen uit de familie Gonyleptidae.